# Acontia psaliphora
Acontia psaliphora là một loài bướm đêm trong họ Noctuidae.